# Ophyiulus major
Ophyiulus major är en mångfotingart som beskrevs av H. Bigler 1920. Ophyiulus major ingår i släktet Ophyiulus och familjen kejsardubbelfotingar. Inga underarter finns listade i Catalogue of Life.